# Максвел Колфилд
Максвел Колфилд (енгл. Maxwell Caulfield; Белпер, 23. новембар 1959) је британско—амерички глумац. Играо је у филмовима Бриљантин 2 (1982), Електрични снови (1984), Момци из комшилука (1985), Натприродни (1986), Залазак сунца: Вампири у повлачењу (1989), Воштани 2 (1992), Гетисбург (1993), Емпајер рекордс (1995), Права плавуша (1997) и Човек који је знао премало (1997). Такође је играо у бројним позоришним представама, као и у ТВ серијама Колбијеви (1985—1987), Сва моја деца (1996—1997) и Емердејл (2009—2010) и цртаној серији Спајдермен (1994). Имао је и епизодне улоге у ТВ серијама Убиство, написала је (1988), Беверли Хилс, 90210 (1990), Дадиља (1999), Морнарички истражитељи (2013), Модерна породица (2013) итд. У браку је са глумицом Џулијет Мајлс.